# La soledad de los números primos
La soledad de los números primos es una novela escrita por el físico teórico y escritor Paolo Giordano. La novela narra la vida de dos personas que a través del tiempo desarrollan una amistad un tanto extraña, derivada de la soledad de ambos. Con esta novela el autor consiguió el Premio Strega y el Premio Campiello - Opera Prima. La obra, publicada en Italia por Mondadori en 2008, ha sido traducida a más de 23 idiomas; la versión castellana es de Juan Manuel Salmerón Arjona y fue sacada por Salamandra en 2009.

## Sinopsis
La historia gira alrededor de Mattia y Alice. Mattia es un niño superdotado de siete años que tiene una hermana melliza discapacitada psíquica a la que abandona un día en un parque y no vuelve a ver nunca más. Al mismo tiempo que Mattia sufre esta experiencia traumática, Alice tiene un accidente de esquí que la dejará coja. Ambos viven una infancia condicionada por las presiones y los errores de los padres: la madre de Mattia le obliga a hacerse cargo constantemente de su hermana convirtiéndolo en responsable de su desaparición; Alice se ve obligada a practicar esquí a pesar de no gustarle y a responder de este modo a las expectativas de unos padres más preocupados por su apariencia que por las necesidades de su hija. 
Ya en el instituto, Alice es una adolescente con una baja autoestima como consecuencia de su cojera y de las burlas constantes que soporta por parte de su compañera de clase Viola y sus amigas. Su afán por ser aceptada en el grupo de Viola la lleva a aguantar sus humillaciones y a hacerse un tatuaje de una flor que hace referencia al nombre de su amiga. 
Mattia estudia en el mismo centro que Alice y es un estudiante con muchas dificultades para relacionarse con los demás pero muy conocido entre sus compañeros por su mente brillante en las matemáticas. Aprovechando que Alice todavía no ha tenido novio, Viola organiza una fiesta en su casa para celebrar su cumpleaños e invita a Mattia para que se conozcan. Cuando esto ocurre, Alice es una vez más traicionada por la envidia y los celos de su "amiga" Viola y a partir de entonces nunca más volverá a confiar en ella. Es en este momento, al sentirse más sola y abandonada que nunca por sus amigas cuando encontrará en Mattia a un amigo sincero y dispuesto a escucharla y en quien poder confiar a pesar de su carácter poco comunicativo.  
La semejanza de caracteres, sus dificultades para relacionarse con el entorno y las malas experiencias de la infancia y la adolescencia serán el germen de la firme amistad que surge entre ellos y que los mantendrá unidos a lo largo de los años pese a la distancia y al camino diferente seguido por cada uno. Ambos se tienen el uno al otro, confían el uno en el otro y son capaces de comprenderse y apoyarse porque ambos han vivido experiencias que los acercan y que, al igual que los números primos, viven la soledad de quienes no acaban de encajar en la sociedad.

## Argumento
Esta es la historia de Mattia y Alice, dos seres únicos, marcados desde su infancia por una tragedia. Alice por un accidente de esquí que la dejará coja de por vida. Mattia por abandonar a su hermana melliza. Alice no come, es anoréxica. Mattia se autolesiona. Mattia, un genio matemático. Alice, sin una vocación definida. 

Seres diferentes, muy diferentes a todos los que les rodean y eso sólo puede determinar una cosa; que sean rechazados (qué crueles son los críos rechazando a los que no son como ellos) y que ellos mismos rechacen el mundo que les rodea: «Pasaron los años del instituto como de puntillas, rechazando él el mundo, sintiéndose ella rechazada por el mundo, lo que a fin de cuentas terminó pareciéndoles lo mismo.  (Página 111)

El azar decide juntar a estos dos seres, tan inseguros en sus relaciones con los demás, tan infelices, tan indecisos:

«¿Te gusto?.

No lo sé.

¿No lo sabes?.

No, no lo he pensado.

Esas cosas no se piensan.

Yo si no pienso no comprendo.»   (Página 88)

Una relación que desde su primer contacto en el instituto, va avanzando a lo largo de su vida adulta, siempre adelante y atrás, a punto de cruzar y unir sus caminos, pero sin terminar de conseguirlo. Porque Mattia, fuera de la racionalidad de los números, no es capaz de madurar como persona, de tener fe en sí mismo:

«Al contrario de lo que les sucede a las personas normales, que ganan confianza según envejecen, él confiaba en sí mismo cada vez menos.»  (Página 206).

## Origen y edición
En este libro, explica el autor, Mattia y Alice, los protagonistas, son dos "números primos gemelos", separados por un único número par que no les permite encontrarse, a pesar de estar tan cerca. Es en palabras del propio autor "extremadamente representativo de un cierto mundo juvenil de la burguesía, de la burgesía opulenta, que ofrece comodidades a sus propios hijos dejándolos en la más absoluta soledad y abandonados a sí mismos". La idea de fondo de la novela nació durante la fase de escritura, que duró nueve meses. Giordano, de hecho, no conocía la existencia de este tipo particular de números primos, y los descubrió consultando la Wikipedia.
«En una clase de primer curso Mattia había estudiado que entre los números primos hay algunos aún más especiales. Los matemáticos los llaman números primos gemelos: son parejas de números primos que están juntos, o mejor dicho, casi juntos, pues entre ellos media siempre un número par que les impide tocarse de verdad. Números como el 11 y el 13, el 17 y el 19, o el 41 y el 43. Mattia pensaba que Alice y él eran así, dos primos gemelos, solos y perdidos, juntos pero no lo bastante para tocarse de verdad».
El título de la novela fue elegido por Antonio Franchini, editor de Mondadori, en octubre de 2007. Giordano lo había llamado originalmente Dentro y fuera del agua, que permanece como título del quinto capítulo.  Para la portada Giordiano eligió el autorretrato de una modelo holandesa llamada Mirjan, publicada en deviantART el 14 de octubre de 2007; muestra un rostro intencionadamente ambiguo, que finalmente se convirtió en uno de los factores que contribuyeron al éxito de la obra. Muchas personas han declarado en la presentación del libro que «se habían sentido inducidas a comprarlo» por la mirada de la portada. La dedicatoria del libro ("A Eleonora, porque en silencio te lo había prometido") está dirigida a una amiga de tiempos del liceo.

## Traducciones
La soledad de los números primos ha sido traducida en diversos países:
- En Francia (La Solitude des Nombres Premiers) por Éditions du Seuil;
- En Holanda (De eenzaamheid van de priemgetallen) por De Bezige Bij;
- En Portugal (A Solidão dos Números Primos) por Bertrand;
- En el Reino Unido (The Solitude of Prime Numbers) por Doubleday;
- En España, (La soledad de los números primos) por Salamandra, en catalán (La solitud dels nombres primers) por Edicions 62 y en euskara (Zenbaki lehenen bakardadea) por Alberdania.

Giordano recibió el 9 de julio de 2008 el Premio Merck Serono en la sección de narrativa y el 23 de agosto el Frignano de opera prima. Ganó asimismo la XIV edición del Premio de literatura Alassio Cento libri - Un Autore per l'Europa, reconocimiento que recibió el 13 de septiembre de ese año y fue finalista de la XVIII edición del Premio PEN Club Italiano.
- En México (La soledad de los números primos) por Salamandra en 2009.

## Película
En 2010 la novela fue llevada al cine de la mano del director Saverio Costanzo. El papel de Mattia fue interpretado por Luca Marinelli en lo que fue su debut en la pantalla grande, mientras que de Alice hizo la florentina Alba Rohrwacher.